# Johnstownbridge
Johnstownbridge (auch: Johnstown Bridge, Johnstown; irisch Baile Sheáin oder Droichead Bhaile Sheáin) ist ein Dorf im irischen County Kildare. Laut der Volkszählung von 2022 hat Johnstownbridge 677 Einwohner und damit die Einwohnerzahl seit 2002 mehr als verdreifacht.

## Lage
Johnstownbridge liegt etwa 40 Kilometer westnordwestlich von Dublin und etwa 30 Kilometer nordnordöstlich von Kildare an der R402 von Carbury nach Enfield. Johnstownbridge liegt an der Grenze zum County Meath, die durch den Fluss Meath Blackwater gebildet wird. Dort führt auch die M4 motorway von Dublin Richtung Mullingar, Longford und Sligo entlang.

## Geschichte
Seit dem 17. Jahrhundert hatte Johnstownbridge das Marktrecht. 1798 fand auf der Brücke ein Gefecht im Zuge der Irischen Rebellion statt.

## Sehenswürdigkeiten
- Kreuz auf einem Podest aus Kalkstein (datiert auf 1412)[2]
- Balyna House, 1882 errichtet, 2006 zum Moyvalley Hotel
- katholische St. Patrick’s Church, 1830 erbaut

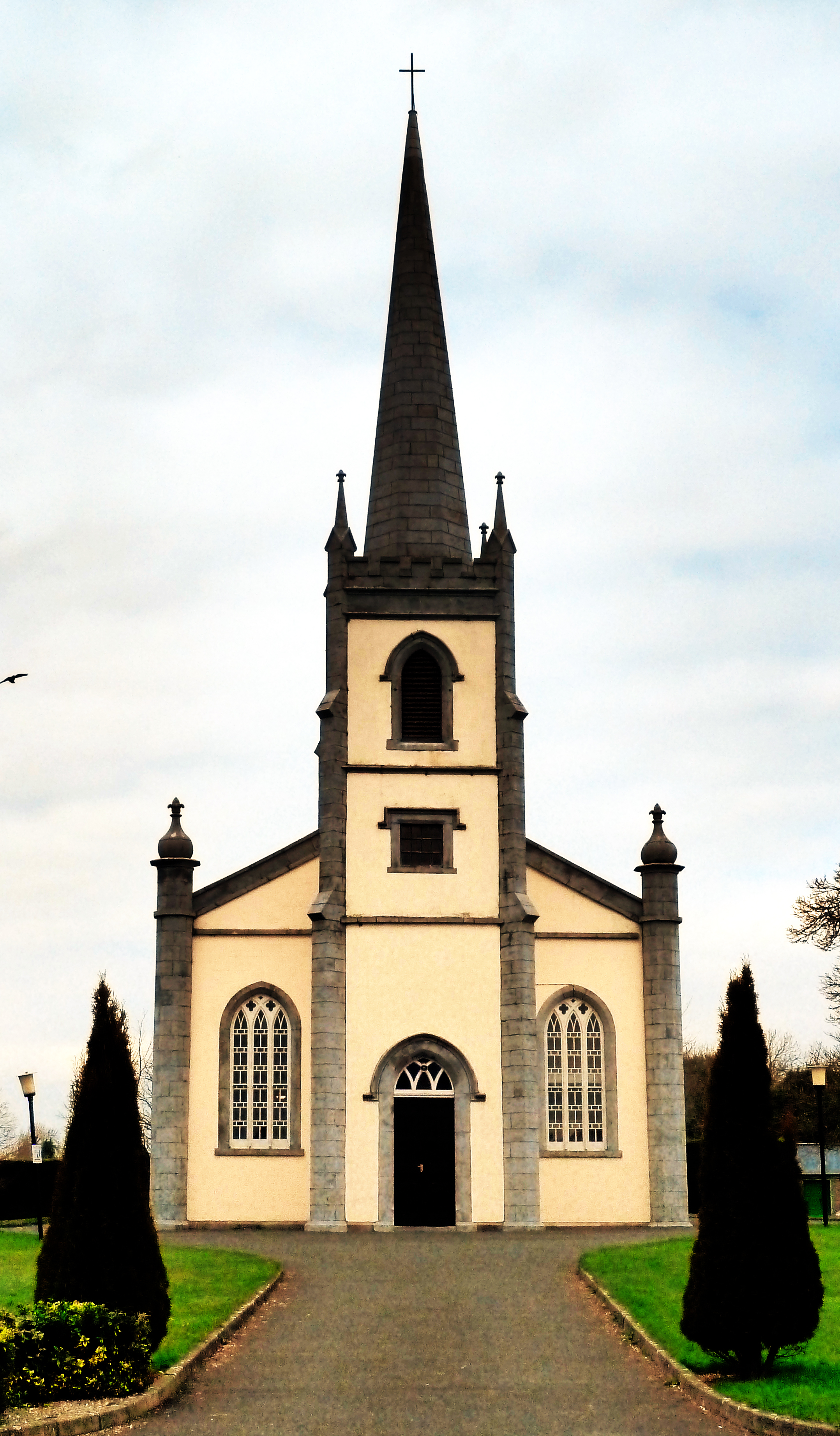
St. Patrick’s Church

## Persönlichkeiten
- Richard More O’Ferrall (1797–1880), Gouverneur von Malta, lebte lange Zeit in Balyna House (Vorgängerbau zum heutigen Hotel)
- Damien Molony (* 1984), Schauspieler